# Торе де Бузи
Торе де Бузи (итал. Torre de' Busi) је насеље у Италији у округу Леко, региону Ломбардија.
Према процени из 2011. у насељу је живело 365 становника. Насеље се налази на надморској висини од 446 м.

## Становништво
Према резултатима пописа становништва 2011. у општини је живело 1.961 становника.
| 1931. | 1936. | 1951. | 1961. | 1971. | 1981. | 1991. | 2001. | 2011. |
| ----- | ----- | ----- | ----- | ----- | ----- | ----- | ----- | ----- |
| 2.165 | 1.959 | 2.011 | 1.793 | 1.616 | 1.589 | 1.700 | 1.744 | 1.961 |